# 뮐렌베크묀히뮐레역
뮐렌베크묀히뮐레역(Bahnhof Mühlenbeck-Mönchmühle)은 브란덴부르크주 오버하펠군 뮐렌베커란트에 있는 베를린 S반의 철도역이다.
1971년에 독일국영철도 베를린 철도국에서 발표한 S반 신설 계획에서 뮐렌베크에 있는 하이데크라우트선과 베를린 외곽순환선과의 교차점에 새로운 S반역을 건설하기로 계획했다. 1974년 4월에 뮐렌베크 지역의 토목공사가 시작되었고, 1981년부터 공사 진행이 가속화되었다. 계획 당시와는 다르게 하이데크라우트선의 여객 영업이 1983년에 중단되었기 때문에 뮐렌베크에 별도의 환승역이 필요하지 않게 되었고, 하이데크라우트선의 뮐렌베크역 동쪽에 별도의 S반역이 건설되었다. 차후 S반 복선화 대비가 설계에는 포함되어 있었으나, 뮐렌베크묀히뮐레역 전후로는 고려되지 않았다. 1984년 8월 31일부터 3일간 진행된 선로 차단 공사 이후 뮐렌베크묀히뮐레역이 개통했다.
승강장 동쪽 끝에 있었던 과거 매표소 건물은 2009년에 반달리즘으로 인하여 철거되었다.

## 인접 정차역
| 베를린 S반                 | 베를린 S반 | 베를린 S반                        |
| -------------------------- | ---------- | --------------------------------- |
| 쇤플리스 비르켄베르더 방면 | S8         | 블랑켄부르크 그뤼나우/빌다우 방면 |